# Matt Gay
Matt Gay (* 15. März 1994 in Orem, Utah) ist ein US-amerikanischer American-Football-Spieler in der National Football League (NFL). Er spielt für die Washington Commanders als Kicker. Mit den Los Angeles Rams gewann Gay den Super Bowl LVI.

## College
Gay spielte College Football für die Utah Utes der University of Utah. Im Jahr 2017 war Gay ein Consensus All-American. Er gewann auch den Lou Groza Award 2017 und war damit der erste Ute, der diese Auszeichnung gewann, sowie der zweite Finalist der Schule überhaupt. Gay gewann auch den Vlade Award 2017.

## NFL

### Tampa Bay Buccaneers
Gay wurde von den Tampa Bay Buccaneers in der fünften Runde des NFL Draft 2019 als 145. insgesamt gedraftet. Gay gab sein Profidebüt im regulären Saisonauftaktspiel der Buccaneers gegen die San Francisco 49ers. Er verwandelte bei der Niederlage zwei Extrapunkte und ein Field Goal. Am 22. September 2019, gegen die New York Giants, verschoss Gay zwei Field Goals, einen Extrapunkt und hatte einen geblockten Extrapunkt.
Am 5. September 2020 wurde Gay von den Buccaneers entlassen, nachdem das Team den Veteranen Ryan Succop verpflichtet hatte.

### Indianapolis Colts
Am 15. September 2020 wurde Gay in den Trainingskader der Indianapolis Colts aufgenommen. Er wurde am 6. November entlassen, wurde aber am nächsten Tag wieder in den Practice Squad aufgenommen.

### Los Angeles Rams
Am 17. November 2020 wurde Gay von den Los Angeles Rams aus dem Practice Squad der Colts verpflichtet, um den verletzten Kicker Kai Forbath zu ersetzen.
In der Saison 2021 gewann Gay mit den Los Angeles Rams den Super Bowl LVI.

### Rückkehr zu den Indianapolis Colts
Im März 2023 nahmen die Indianapolis Colts Gay unter Vertrag.

### Washington Commanders
In der Saison 2021 hatte Gay mit 93,8 % der verwandelten Field Goals noch Rang zwei unter den Kickern belegt, die die komplette Saison bestritten hatten. Nachdem seine Quote in den beiden folgenden Spielzeiten jedoch stark gesunken war, entließen ihn die Colts im April 2024, zwei Jahre nach Unterzeichnung seines Vierjahresvertrages. Am 29. April 2025 gaben die Washington Commanders seine Verpflichtung und die Entlassung ihres bisherigen Kickers Zane Gonzales bekannt.